# Gottfried Heinrich, conte di Pappenheim
Gottfried Heinrich, conte di Pappenheim (in tedesco Gottfried Heinrich Graf zu Pappenheim; Pappenheim, 29 maggio 1594 – Lützen, 17 novembre 1632), è stato un generale tedesco, al servizio della Lega Cattolica e del Sacro Romano Impero durante la Guerra dei trent'anni, fino alla sua morte avvenuta durante la battaglia di Lützen.

## Biografia
Pappenheim nacque nell'omonima città di Pappenheim, sul fiume Altmühl, in Baviera, sede di una signoria imperiale, da cui la sua famiglia derivò il nome. Fu educato nelle Università di Altdorf e Tubinga, e in seguito intraprese vari viaggi nell'Europa centrale e meridionale, apprendendo varie lingue e nel contempo andando in cerca di avventure cavalleresche; la sua permanenza in queste regioni lo portò, nel 1614, ad abbracciare la fede cattolica, che costituì un valore fondamentale per il resto della sua vita.
Allo scoppio della Guerra dei trent'anni nel 1618 scelse di abbandonare la carriera diplomatica e legale che aveva cominciato ad intraprendere per entrare nella vita militare, allo scopo di difendere e combattere per la sua fede; prese servizio prima in Polonia, quindi nella Lega Cattolica guidata da Massimiliano I, elettore di Baviera. Fu rapidamente promosso al grado di tenente-colonnello, e dimostrò grande coraggio nella battaglia della Montagna Bianca, il primo grande scontro del conflitto, svoltosi nei pressi di Praga nel 1620, dove fu creduto morto e abbandonato sul campo. Ripresosi, combatté l'anno successivo contro Ernst von Mansfeld in Germania occidentale, e nel 1622 fu nominato colonnello di un reggimento di corazzieri. L'anno seguente collaborò con le autorità spagnole, alleate della Lega Cattolica, in Italia settentrionale, arruolando truppe e servendo in Lombardia e nei Grigioni; durante queste vicende si distinse difendendo strenuamente la posizione di Riva del Garda, tenuta dalle forze spagnole e fu l'artefice della riconquista di Verceia, ai danni delle truppe della Lega d'Avignone guidate dal marchese di Coeuvres.

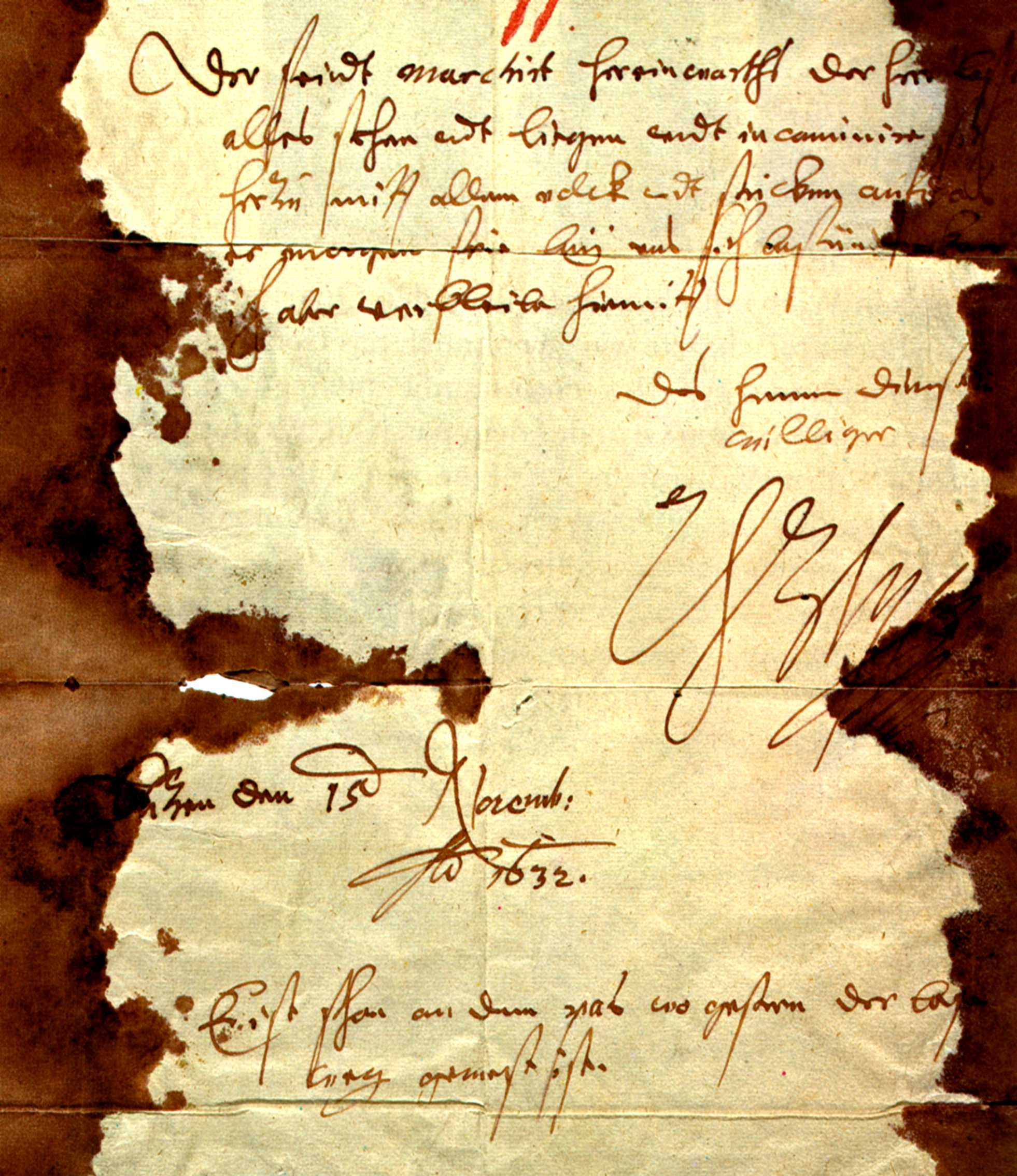
La lettera in cui Wallenstein chiedeva aiuto a Pappenheim, trovata sul cadavere del conte a Lützen, macchiata del suo sangue

Nel 1626 Massimiliano di Baviera lo richiamò nell'Impero, incaricandolo della soppressione di una pericolosa rivolta nell'Alta Austria; nonostante una disperata resistenza da parte dei rivoltosi, Pappenheim condusse a termine con successo il suo incarico, schiacciando la ribellione in poche settimane (15 novembre - 30 novembre 1626). In seguito si pose al comando del conte di Tilly nella campagna contro Cristiano IV di Danimarca e cinse d'assedio e catturò la città di Wolfenbüttel; le sue speranze di ottenere per sé il Ducato di Brunswick-Wolfenbüttel furono, dopo molti tentativi, disilluse. Ottenne comunque il titolo di Conte dell'Impero nel 1628.
Nel 1631 Pappenheim fu coinvolto nell'episodio del sacco di Magdeburgo e, insieme a Tilly, fu ritenuto responsabile per le crudeltà e le devastazioni verificatisi; in realtà, considerando che egli desiderava proprio Magdeburgo come dominio personale, dopo aver dovuto rinunciare a Wolfenbüttel, è difficile credere che egli ne abbia deliberatamente ordinato la distruzione.
Nella battaglia di Breitenfeld dello stesso anno, Pappenheim ebbe il comando dell'ala sinistra di cavalleria dell'esercito cattolico; il suo attacco contro le forze svedesi fu però fallimentare, e nonostante sette distinte cariche le sue forze furono respinte, anche a causa della presenza di moschettieri tra le forze di cavalleria avversarie. Nonostante ciò, quando le forze della Lega Cattolica furono messe in rotta, Pappenheim condusse una brillante azione di copertura. Nei mesi seguenti, con piccole forze, operò lungo il basso Reno e il Weser, nelle retrovie dell'esercito svedese, costringendo il re di Svezia Gustavo Adolfo a dirottare consistenti forze per affrontarlo. Le sue azioni spaziarono su un ampio territorio, da Stade a Kassel, da Hildesheim a Maastricht.
Nominato feldmaresciallo al servizio imperiale, fu richiamato per unirsi alle forze di Albrecht von Wallenstein, che dovevano arrestare l'avanzata svedese, ma fu poi nuovamente inviato verso Colonia e il basso Reno; durante la sua assenza, tuttavia, si profilò un grande scontro tra i due eserciti, ed egli fu urgentemente richiamato per prendervi parte. Il 16 novembre 1632 egli giunse quando la battaglia di Lützen era già iniziata, e sferrò immediatamente un attacco contro le forze svedesi che minacciavano di aggirare il fianco cattolico; la manovra si rivelò fondamentale per le sorti della battaglia, ma Pappenheim fu ferito nel corso dell'azione da un colpo di cannone. Morì più tardi nel corso della giornata, sulla strada per Lipsia; il suo corpo fu imbalsamato e posto nella fortezza di Pleissenburg, per poi essere inumato nella chiesa abbaziale del monastero di Strahov.